# Das Grabmal einer großen Liebe
Das Grabmal einer großen Liebe ist ein vor Ort in Indien entstandenes, monumentales deutsch-indisch-britisches Stummfilmdrama aus dem Jahre 1928 von Franz Osten. Erzählt wird die Legende, wie es zum Bau des Taj Mahal kam.

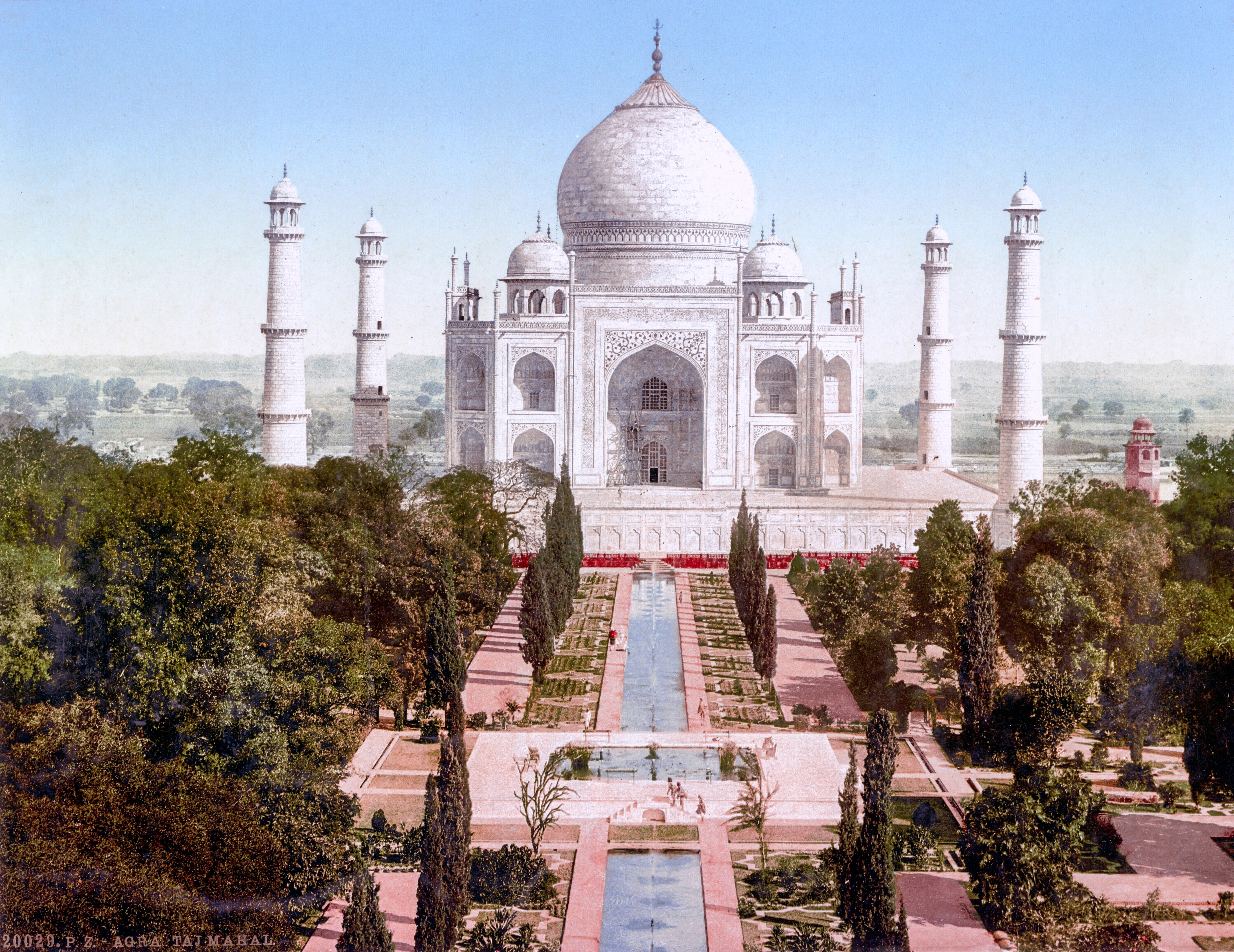
Das Taj Mahal, dessen Vorgeschichte in diesem Film erzählt wird

## Handlung
Indien im 17. Jahrhundert: Durch die glühend-heiße Landschaft zieht im ruhigen Schritt eine Karawane. Plötzlich ertönen Gewehrsalven. Schreie werden laut, und man hört Pferdehufe durch die Steppe hallen. Die Karawane wird von den Angreifern nahezu vollständig vernichtet, lediglich ein kleines Mädchen namens Selima, die einem indischen Fürstenhaus entstammt, überlebt. Die Kleine wird von einem Töpfermeister liebevoll aufgenommen und großgezogen. Ihr engster Spielkamerad und bester Freund wird Shiraj, der nur wenig ältere Sohn des Töpfers, der das Handwerk des Vaters weiterführen will. Aus großer Vertrautheit wird schließlich mehr, doch ehe die zarte Blume der Liebe zwischen den beiden erblühen kann, fallen Sklavenhändler ins Dorf ein und verschleppen Selima. Shiraj ist nicht bereit, sich mit diesem Schicksal abzufinden. Er forscht jeder Spur Selimas nach und entdeckt sie eines Tages auf einem Sklavenmarkt, wo sie gerade von einem finsteren Inder für den Harem des Prinzen Khurram eingekauft wird.
Nach einer Zeit des Schocks entdeckt Selima, die Shiraj allmählich zu vergessen beginnt, tiefgehende Gefühle für ihren neuen Besitzer, den Prinzen, zu entwickeln. Shiraj indes lässt nicht locker und dringt innerhalb der Palastmauern vor. Dort bestürmt Selima ihn, den Palast schnellstmöglich zu verlassen und macht ihm überdies klar, dass ihr Herz fortan Khurram gehören wird. Noch während dieser Aussprache wird Shiraj ertappt und wäre damit eigentlich des Todes, würde der Hausherr nicht Gnade vor Recht walten und Shiraj wieder hinauswerfen lassen. Shiraj kann einfach nicht aufgeben. Liebestrunken und zunehmend verzweifelt irrt er fortan vor den Palastmauern und den prächtigen Gittertoren umher, in Gedanken immer bei Selima. Derweil wirft ein heftiges Fieber Selima auf das Krankenbett, dem sie nicht mehr entkommen wird. Bald darauf stirbt die junge Frau. Zurück lässt sie zwei Männer, gram vor unsäglichem Kummer und Schmerz. Einer von ihnen wird nach dem Ton-Modell des anderen seiner großen Liebe ein Grabmal errichten lassen, das seinesgleichen sucht: das Taj Mahal.

## Produktionsnotizen
Das Grabmal einer großen Liebe war eine Co-Produktion der Firmen Universum Film AG (Berlin), Himansu Rai Films (Delhi) und British Instructional Films Ltd. (London). Der Film entstand an diversen indischen Drehorten (Bombay, Mantunga, Agra, Delhi, Jaipur, Elephanta und Kolhapur). Die Innenaufnahmen wurden in den UFA-Studios in Neubabelsberg gedreht. Der für die deutsche Jugend freigegebene Film passierte am 5. September 1928 die Filmzensur und wurde am 20. Dezember desselben Jahres in Berlins UFA-Palast am Zoo uraufgeführt. Die Länge des Sechsakters betrug 2561 Meter.
Der Film erhielt das Prädikat „volksbildend“.

## Rezeption
Die New York Times schrieb 2019 rückblickend, der Regisseur Franz Osten evozierte damals einen „Imperialismus für die Massen, die Filmkultur der 1920er Jahre“ und „lieferte romantische Phantasien eines imaginären Ostens“ und verwies dabei auf Hollywoods Rudolph Valentino in Der Scheich und Douglas Fairbanks als Dieb von Bagdad. Andererseits habe Osten hier weniger eine Fingerübung in „Außenseiter-Exotik“ als vielmehr ein „Monument nationalen Stolzes“ abgeliefert. Schließlich konstatierte das Blatt, Franz Osten sei „mehr als ein fähiger Regisseur ausgedehnter Schlachten und intimer Liebesszenen, sondern er hat auch ein Auge für die barocke Symmetrie islamischer Architektur und sogar ein noch besseres für die Landschaft von Rajasthan.“
In Mein Film heißt es, der Film sei „eines der bedeutendsten und interessantesten Filmwerke, das in Indien mit ausschließlich indischen Darstellern aufgenommen wurde.“.
Die Los Angeles Times sah den Film als eine „prachtvolle stumme Extravaganz, ein Meilenstein des indischen Kinos“ und sei „eingetaucht in visuelle Exotik, mit allem von dressierten Affen und gefährlichen Schlangen bis Ringen, die versteckt Gift verströmen.“
Selbst die deutsche Filmzensur des Jahres 1928 war voller Bewunderung für Franz Ostens Inszenierung. In einer Zensurentscheidung vom 5. September 1928 heißt es: „Der Film … wirkt mit seinen phantastischen Blumengärten und Palmenhainen, seinen altehrwürdigen Bauwerken, vor allem mit seiner legendenhaften Handlung wie ein Märchen aus Tausendundeine Nacht und bietet den [sic!] Zuschauer einen reichen ethischen und ästhetischen Genuss. Angesichts dieser Tatsache war sich die Kammer darüber einig, dass es bei dem offenbaren Mangel an guten Märchenfilmen einen Verlust für unsere Jugend bedeuten würde, sollte man ihr diesen Film vorenthalten.“